# Ле-Мутье-Юбер
Ле-Мутье́-Юбе́р (фр. Les Moutiers-Hubert) — коммуна во Франции, находится в регионе Нижняя Нормандия. Департамент коммуны — Кальвадос. Входит в состав кантона Ливаро. Округ коммуны — Лизьё.
Код INSEE коммуны — 14459.

## Население
Население коммуны на 2010 год составляло 49 человек.
| 1962 | 1968 | 1975 | 1982 | 1990 | 1999 | 2010 |
| ---- | ---- | ---- | ---- | ---- | ---- | ---- |
| 96   | 65   | 62   | 55   | 62   | 49   | 49   |

## Экономика
В 2010 году среди 32 человек трудоспособного возраста (15—64 лет) 23 были экономически активными, 9 — неактивными (показатель активности — 71,9 %, в 1999 году было 65,8 %). Из 23 активных жителей работали 23 человека (10 мужчин и 13 женщин), безработных не было. Среди 9 неактивных 2 человека были учениками или студентами, 7 — пенсионерами, 0 были неактивными по другим причинам.